# ناحیه پیکوک، میشیگان
ناحیه پیکوک (به انگلیسی: Peacock Township) یک منطقهٔ مسکونی در ایالات متحده آمریکا است که در شهرستان لیک، میشیگان واقع شده‌است.
 ناحیه پیکوک ۹۲٫۷ کیلومتر مربع مساحت و ۴۴۵ نفر جمعیت دارد و ۳۰۷ متر بالاتر از سطح دریا واقع شده‌است.